# Lichinella iodopulchra
Lichinella iodopulchra är en lavart som först beskrevs av Croz., och fick sitt nu gällande namn av P. P. Moreno & Egea. Lichinella iodopulchra ingår i släktet Lichinella och familjen Lichinaceae.   Inga underarter finns listade i Catalogue of Life.